# 버슈바르구

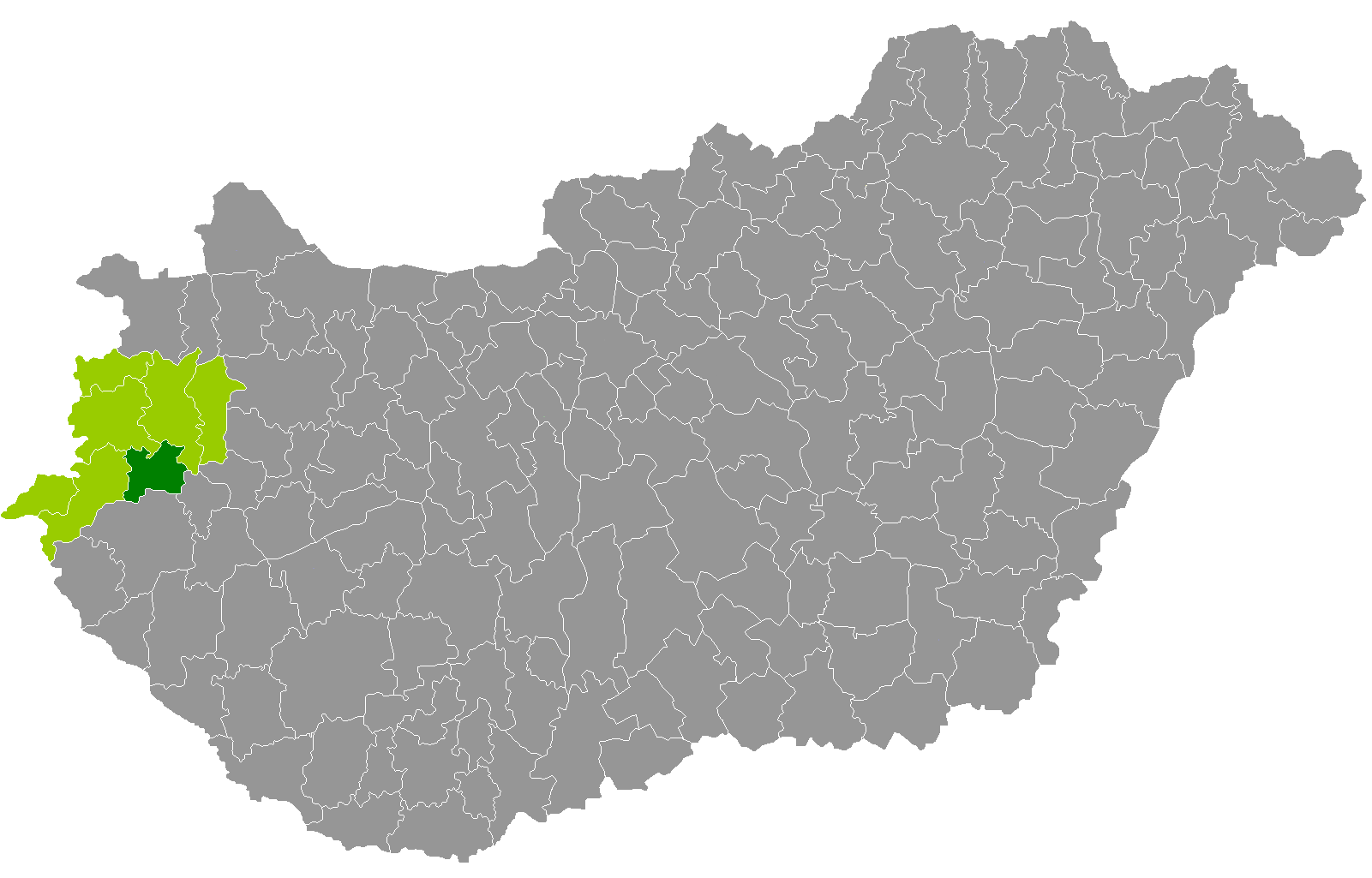
버시주 지도에 표시된 버슈바르구의 위치

버슈바르구(헝가리어: Vasvári járás)는 헝가리 버시주에 위치한 구로 구청 소재지는 버슈바르이며 면적은 374.14km2, 인구는 13,767명(2011년 기준), 인구 밀도는 37명/km2이다.
북동쪽으로는 샤르바르구, 남동쪽으로는 절러주 절러센트그로트구, 남쪽으로는 절러주 절러에게르세그구, 서쪽으로는 쾨르멘드구, 북서쪽으로는 솜버트헤이구와 접한다. 23개 지방 자치체(1개 시, 22개 마을)를 관할한다.

구 문장